# La scandalosa vita di Bettie Page
La scandalosa vita di Bettie Page è un film biografico del 2005, diretto da Mary Harron, sulla pin-up e modella bondage Bettie Page, interpretata da Gretchen Mol.
Il film è stato presentato in anteprima al Torino Film Festival e al Toronto International Film Festival il 14 settembre 2005.

## Trama
Bettie è una giovane ragazza della campagna del Tennessee, cresciuta da un padre alcolizzato e abusivo e da una madre molto religiosa, che le ha sempre impedito di avvicinarsi ai ragazzi. Nonostante l'educazione molto rigida, Bettie ha un carattere molto aperto e libertino. Dopo un matrimonio fallito e uno stupro di gruppo, su una spiaggia a Coney Island Bettie conosce un fotografo, tale Jerry Tibbs, che la incoraggia a diventare una modella e a farsi la frangetta che sarebbe diventata iconica.
Bettie diventa la preferita dei fotografi "naturalisti", come Bunny Yeager, che la ritrae mentre posa con due ghepardi. Poi Bettie conosce il fotografo Irving Klaw e la sorella di lui Paula, che la rendono ufficialmente una modella di bondage, ritraendola in abiti da sadomaso. Dopo le fotografie di Klaw, la sua carriera decolla in fretta, tanto che il nome "Bettie Page" diventa ben presto un'icona internazionale del bondage, nonché la pin-up più famosa di sempre.
Tuttavia, nel 1955 Bettie viene chiamata a testimoniare in un'udienza contro lo stesso Irving Klaw, e presieduta dal senatore conservatore Estes Kefauver, che indaga sui presunti "effetti dannosi della pornografia sui giovani americani". Ritrovandosi alla deriva con prospettive di carriera limitate e una vita sociale praticamente inesistente, Page si imbatte in una piccola chiesa evangelica e, sebbene dichiari di non avere nulla di cui vergognarsi per ciò che ha fatto nella sua vita, lascia il passato erotico alle spalle e si converte al Cristianesimo.
Intanto, a New York, Irving è molto preoccupato e malato, perché sa che lui e sua sorella Paula dovranno bruciare tutta la loro vasta collezione di foto erotiche e filmati per evitare possibili procedimenti giudiziari. Paula acconsente con riluttanza, ma segretamente salva tutte le foto raffiguranti Bettie, promettendosi che il lavoro di Bettie sopravviverà nelle generazioni future.

## Produzione

### Sviluppo
Martin Scorsese e Liv Tyler inizialmente avevano entrambi intenzione di sviluppare un progetto su Bettie Page, ma poi Scorsese ha preferito dirigere The Aviator (2004) ed ha abbandonato l'idea.

A proposito della scelta della vicenda da trattare nel suo film, la regista canadese Mary Harron ha spiegato:
"Negli anni successivi alla Seconda guerra mondiale, Bettie diventò un’antesignana della cultura pop, il cui culto fu caratterizzato da una grande dose di feticismo. Basta pensare a quanto la sua immagine abbia influenzato l’oscuro fascino dei servizi fotografici di Mapplethorpe, Newton e Weston oppure i nudi di George Platt Lynes. Poi, per fare un esempio più vicino ai giorni nostri, a una star come Madonna, che da anni si ispira ai film e alle fotografie di Bettie Page."

### Cast
Nel 2005 circolavano voci per cui Demi Moore avesse intenzione di interpretare Bettie Page nel film, ruolo che però poi è stato assegnato a Liv Tyler. Tuttavia quest'ultima si è ritirata durante la fase di sviluppo, e così è stata sostituita da Gretchen Mol.

## Distribuzione
Nel 2005 il film è stato presentato in anteprima mondiale al Torino Film Festival, al Toronto International Film Festival, al Festival di Berlino e al South by Southwest Film Festival.
Il film è stato successivamente distribuito in maniera limitata nelle sale cinematografiche statunitensi il 14 aprile 2006.

## Accoglienza

### Incassi
The Notorious Bettie Page ha guadagnato 143.131 dollari solo nel suo weekend di apertura negli Stati Uniti. Alla fine il film ha incassato un totale di $ 1.778.006 al botteghino mondiale.

### Critica
Sul sito web Rotten Tomatoes il film riceve il 58% delle recensioni professionali positive, con un voto medio di 6/10, basato su 132 recensioni.